# Green Meadows
Green Meadows és una concentració de població designada pel cens dels Estats Units a l'estat d'Ohio. Segons el cens del 2000 tenia 2.318 habitants.

## Demografia
Segons el cens del 2000, Green Meadows tenia 2.318 habitants, 917 habitatges, i 674 famílies. La densitat de població era de 1.467,2 habitants/km².
Dels 917 habitatges en un 33,7% hi vivien nens de menys de 18 anys, en un 59,7% hi vivien parelles casades, en un 10,7% dones solteres, i en un 26,4% no eren unitats familiars. En el 22,1% dels habitatges hi vivien persones soles el 7% de les quals corresponia a persones de 65 anys o més que vivien soles. El nombre mitjà de persones vivint en cada habitatge era de 2,53 i el nombre mitjà de persones que vivien en cada família era de 2,98.
Per edats la població es repartia de la següent manera: un 25,1% tenia menys de 18 anys, un 8,5% entre 18 i 24, un 31,2% entre 25 i 44, un 24,8% de 45 a 60 i un 10,4% 65 anys o més.
L'edat mediana era de 35 anys. Per cada 100 dones de 18 o més anys hi havia 94,6 homes.
La renda mediana per habitatge era de 41.071 $ i la renda mediana per família de 48.500 $. Els homes tenien una renda mediana de 37.383 $ mentre que les dones 27.188 $. La renda per capita de la població era de 18.699 $. Aproximadament el 2,6% de les famílies i el 4,5% de la població estaven per davall del llindar de pobresa.

## Poblacions més properes
El següent diagrama mostra les poblacions més properes.